# 苏丹阿里·依斯干达·沙
苏丹阿里·依斯干达·沙（马来语：Sultan Ali Iskandar Shah），全称苏丹阿里·依斯干达·沙·伊本·马尔诨·苏丹胡先·穆阿赞·沙（马来语：Sultan Ali Iskandar Shah ibni Al-Marhum Sultan Hussein Muazzam Shah）柔佛第19任统治者。1855年退位成为麻坡苏丹。在他的父亲苏丹胡先·沙于1835年因自然原因去世后接替他，成为新一任柔佛苏丹，但实际上却是一位傀儡君主。1855年，苏丹阿里割让除了麻坡地带的全柔佛领土及权力给达因·依布拉欣。以换取英国正式承认为“柔佛苏丹”和每月津贴。柔佛州分离后，苏丹阿里被授予麻坡的行政管理权，直到他于1877年去世，在大多数行政事务中，他经常被冠以“麻坡苏丹”的称号。